# 熊晓鸽
熊晓鸽（英文名 Hugo Shong, 1955年—），男，湖南湘潭人，中国企业家，IDG资本创始董事长。1993年，他将IDG引入中国，成为第一家进入中国市场的全球投资公司。 此后他投资了百度、腾讯和小米等许多公司，被稱为中国科技市场最有影响力的投资者之一。 

熊晓鸽又是一位慈善家，支持教育、环保、扶贫等。他曾向母校湖南大学、波士顿大学和中国扶贫基金会等捐款。

## 生平
熊晓鸽1955年出生于中国湖南省湘潭市。

### 教育背景
熊晓鸽是77级大学生， 1981年从湖南大学毕业，获英语专业学士学位。之后前往首都北京工作，在机电部担任翻译和英语教师。 1984年至1986年，他再次通过考试进入中国社会科学院研究生院新闻系英语采编专业学习。 
随后，他前往美国波士顿大学传播学院留学，1987年获硕士学位，并在塔夫茨大学法律与外交学院攻读博士学位（1987-88 年）。 此外，他于1996年秋毕业于哈佛大学商学院高级管理班。 

### IDG资本和全球影响力
1993年，熊晓鸽创建IDG资本，担任该风险投资公司总经理兼IDG总公司的亚洲区总裁。 该公司与上海市科委合作，成功进入中国市场。 熊晓鸽也因此被誉为“将高科技产业风险投资基金引入中国第一人”。 
熊晓鸽是IDG资本的创始董事长，已投资超过1,300家公司，支持超过100家估值10亿美元以上的领先独角兽公司，并在中国大陆、中国香港、美国和欧洲等地通过IPO和并购成功退出了近400家公司，包括腾讯、百度、小米、美团、奇虎360、拼多多、哔哩哔哩等。 

他还在中国和越南创办并出版了 40 多本杂志，包括《Cosmopolitan》、《Harper's Bazaar》、《National Geographic》、《Men's Health》、《Robb Report》和《Electronic Products》的中文版，以及《PC World》和《CIO》杂志越南文版。 

## 慈善活动
熊晓鸽的社会慈善或义务工作包括：
1995年11月，在母校湖南大学设立“熊晓鸽奖学金”，随后又设立“熊晓鸽奖教金”。 他还捐资修建了湖南大学熊晓鸽体育馆和游泳池。 
2014年，资助美国国家地理学会对国家地理图片库中的中国主题图像进行数字化处理，推动中国文化的国际传播。 卡特总统对该项目给予高度评价。 
2017年，为纪念我国恢复高考40周年，并感谢查全性院士1977年积极倡导恢复高考，IDG资本向武汉大学捐款成立“查全性教授1977奖教金”。

资助创建了麻省理工学院（MIT）麦戈文人脑研究院、清华-IDG/麦戈文脑科学联合研究院、北京大学IDG麦戈文脑科学研究所和北京师范大学-IDG/麦戈文脑科学研究院等科学前沿研究机构。

熊晓鸽兼任(或兼任过)多个委员会的成员，其中包括：波士顿大学董事会； 哈佛商学院顾问委员会； 麻省理工学院麦戈文脑研究所领导委员会； 中国联通董事会。 

## 外部連結
- Hugo Shong (article in Wikipedia English)
- IDG资本 熊晓鸽 （页面存档备份，存于）